# Jeux de l'Association de libre-échange des Caraïbes
Les Jeux de l'Association de libre-échange des Caraïbes,, (abrégé en Jeux de la CARIFTA ; en anglais CARIFTA Games) sont une compétition annuelle junior d'athlétisme dans la Caraïbe. Ils voient s'opposer des jeunes athlètes de 14 à 19 ans issus de 27 pays ou territoires différents.
Il existe également les CARIFTA Aquatics Championships qui sont une compétition de natation.

## Origines
Ces jeux sont créés par la Caribbean Free Trade Association (CARIFTA, Association de libre-échange de la Caraïbe) et se sont tenus pour la première fois en 1972 à Bridgetown en Barbade. Bien que la CARIFTA n'existe plus en tant que telle depuis 1973, la compétition conserve ce nom depuis plus de 40 ans.

## Catégories d'âges
Les épreuves des Jeux sont séparées en deux catégories d'âge : 
- cadets (moins de 18 ans) pour les athlètes de 14, 15, 16 et 17 ans
- juniors (moins de 20 ans) pour les athlètes de 18 et 19 ans.

De la 2e à la 42e édition des jeux (1973-2013), les 2 catégories d'âge était moins de 17 ans et moins de 20 ans.

## Éditions
| Édition | Année | Date                                                                | Lieu                                                        | Pays hôte                  | Nombre d'épreuves | Austin Sealy Award        |
| ------- | ----- | ------------------------------------------------------------------- | ----------------------------------------------------------- | -------------------------- | ----------------- | ------------------------- |
| 1re     | 1972  | 1er au 4 avril                                                      | Bridgetown                                                  | Barbade                    | 23                |                           |
| 2e      | 1973  | 4 et 5 mai                                                          | Port-d'Espagne                                              | Trinité-et-Tobago          | 34                |                           |
| 3e      | 1974  | 13 au 15 avril                                                      | Independence Park, Kingston                                 | Jamaïque                   | 34                |                           |
| 4e      | 1975  | 29 au 31 mars                                                       | Hamilton                                                    | Bermudes                   | 36                |                           |
| 5e      | 1976  | 19 et 20 avril                                                      | Nassau                                                      | Bahamas                    | 39                |                           |
| 6e      | 1977  | 25 et 26 avril                                                      | Bridgetown                                                  | Barbade                    | 39                | Debbie Jones              |
| 7e      | 1978  | 27 et 28 mars                                                       | Nassau                                                      | Bahamas                    | 39                | Mary Ann Higgs*           |
| 8e      | 1979  | 20 au 22 avril                                                      | Independence Park, Kingston                                 | Jamaïque                   | 42                | Jon Jones*                |
| 9e      | 1980  | 3 et 4 mai                                                          | Hamilton                                                    | Bermudes                   | 48                | Richard Louis*            |
| 10e     | 1981  | 20 et 21 avril                                                      | Thomas Robinson Stadium, Nassau                             | Bahamas                    | 48                | Candy Ford*               |
| 11e     | 1982  | 10 au 12 avril                                                      | Independence Park, Kingston                                 | Jamaïque                   | 52                | Laverne Eve               |
| 12e     | 1983  | 2 au 4 avril                                                        | Fort-de-France                                              | Martinique                 | 52                | Laverne Eve               |
| 13e     | 1984  | 21 au 23 avril                                                      | Nassau                                                      | Bahamas                    | 52                | Pauline Davis             |
| 14e     | 1985  | 7 au 9 avril                                                        | Bridgetown                                                  | Barbade                    | 52                | Andrea Thomas             |
| 15e     | 1986  | 29 au 31 mars                                                       | Les Abymes                                                  | Guadeloupe                 | 52                | Pascal Théophile* (GLP)   |
| 16e     | 1987  | 18 au 20 avril                                                      | Port-d'Espagne                                              | Trinité-et-Tobago          | 52                | Nicole Springer           |
| 17e     | 1988  | 2 au 4 avril                                                        | Independence Park, Kingston                                 | Jamaïque                   | 52                | Michelle Freeman          |
| 18e     | 1989  | 25 au 27 mars                                                       | Bridgetown                                                  | Barbade                    | 50                | Kareem Streete-Thompson*  |
| 19e     | 1990  | 14 au 16 avril                                                      | Independence Park, Kingston                                 | Jamaïque                   | 52                | Kareem Streete-Thompson   |
| 20e     | 1991  | 30 mars au 1er avril                                                | Port-d'Espagne                                              | Trinité-et-Tobago          | 53                | Inez Turner               |
| 21e     | 1992  | 18 au 20 avril                                                      | Nassau                                                      | Bahamas                    | 53                | Claudine Williams*        |
| 22e     | 1993  | 10 et 11 avril                                                      | Fort-de-France                                              | Martinique                 | 55                | Nikole Mitchell           |
| 23e     | 1994  | 2 au 4 avril                                                        | Bridgetown                                                  | Barbade                    | 58                | Obadele Thompson          |
| 24e     | 1995  | 15 au 17 avril                                                      | George Town                                                 | Îles Caïmans               | 58                | Debbie Ferguson           |
| 25e     | 1996  | 6 au 8 avril                                                        | Independence Park, Kingston                                 | Jamaïque                   | 58                | Cydonie Mothersille       |
| 26e     | 1997  | 4 au 6 avril                                                        | National Stadium, Bridgetown                                | Barbade                    | 58                | Aleen Bailey / Roy Bailey |
| 27e     | 1998  | 11 au 13 avril                                                      | Port-d'Espagne                                              | Trinité-et-Tobago          | 62                | Janill Williams           |
| 28e     | 1999  | 3 au 5 avril                                                        | Stade de Dillon, Fort-de-France                             | Martinique                 | 63                | Darrel Brown*             |
| 29e     | 2000  | 22 au 24 avril                                                      | National Stadium, Saint-Georges                             | Grenade                    | 61                | Darrel Brown*             |
| 30e     | 2001  | 14 au 1er avril                                                     | Bridgetown                                                  | Barbade                    | 62                | Veronica Campbell         |
| 31e     | 2002  | 30 mars au 1er avril                                                | Robinson National Stadium, Nassau                           | Bahamas                    | 66                | Anneisha McLaughlin*      |
| 32e     | 2003  | 19 au 21 avril                                                      | Hasely Crawford National Stadium, Port-d'Espagne            | Trinité-et-Tobago          | 66                | Usain Bolt                |
| 33e     | 2004  | 9 au 11 avril                                                       | National Stadium, Hamilton                                  | Bermudes                   | 66                | Usain Bolt                |
| 34e     | 2005  | 26 au 28 mars                                                       | Dwight Yorke Stadium, Bacolet                               | Trinité-et-Tobago          | 66                | Theon O'Conner*           |
| 35e     | 2006  | 15 au 17 avril                                                      | Stade René Serge Nabajoth, Les Abymes                       | Guadeloupe                 | 66                | Gavyn Nero*               |
| 36e     | 2007  | 7 au 9 avril                                                        | National Stadium, Providenciales                            | Îles Turques-et-Caïques    | 66                | Yohan Blake               |
| 37e     | 2008  | 22 au 24 mars                                                       | Bird Rock Athletic Stadium, Basseterre                      | Saint-Christophe-et-Niévès | 66                | Kierre Beckles            |
| 38e     | 2009  | 10 au 13 avril                                                      | George Odlum National Stadium, Vieux Fort                   | Sainte-Lucie               | 66                | Kirani James              |
| 39e     | 2010  | 3 au 5 avril                                                        | Truman Bodden Sports Complex, George Town                   | Îles Caïmans               | 66                | Jehue Gordon              |
| 40e     | 2011  | 23 au 25 avril                                                      | Catherine Hall Sports Complex, Montego Bay                  | Jamaïque                   | 66                | Anthonique Strachan       |
| 41e     | 2012  | 6 au 9 avril                                                        | National Stadium, Hamilton                                  | Bermudes                   | 66                | Anthonique Strachan       |
| 42e     | 2013  | 29 mars au 1er avril                                                | Robinson National Stadium, Nassau                           | Bahamas                    | 66                | Shaunae Miller            |
| 43e     | 2014  | 19 au 21 avril                                                      | Stade Pierre-Aliker, Fort-de-France                         | Martinique                 | 66                | Akela Jones               |
| 44e     | 2015  | 4 au 6 avril                                                        | Silver Jubilee Stadium, Basseterre                          | Saint-Christophe-et-Niévès | 66                | Mary Fraser               |
| 45e     | 2016  | 26 au 28 mars                                                       | National Stadium, Saint-Georges                             | Grenade                    | 66                |                           |
| 46e     | 2017  | 15 au 17 avril                                                      | Ergilio Hato Stadium, Willemstad                            | Curaçao                    | 66                |                           |
| 47e     | 2018  | 31 mars au 2 avril                                                  | Thomas Robinson Stadium, Nassau                             | Bahamas                    | 66                |                           |
| 48e     | 2019  | 20 au 22 avril                                                      | Truman Bodden Sports Complex, Grand Cayman, Cayman Islands. | Îles Caïmans               | 66                |                           |
|         | 2020  | date originale : 10 au 13 avril reprogrammés au 2, 3 et 4 juin 2021 | Hamilton                                                    | Bermudes                   |                   |                           |
| 49e     | 2022  | 16 au 18 avril                                                      | Independence Park, Kingston                                 | Jamaïque                   | 67                |                           |
| 50e     | 2023  | 7 au 9 avril                                                        | Stade Thomas-Robinson, Nassau                               | Bahamas                    | 68                |                           |
| 51e     | 2024  | 30 mars au 1er avril                                                | Stade Kirani-James, Saint-Georges                           | Grenade                    | 68                |                           |
| 52e     | 2025  | 19 au 21 avril                                                      | Stade Hasely-Crawford, Port-d'Espagne                       | Trinité-et-Tobago          | 69                |                           |

## Participants et nombre de médailles depuis 1990
| Rang | Nation                                 | Or    | Argent | Bronze | Total |
| ---- | -------------------------------------- | ----- | ------ | ------ | ----- |
| 1    | Jamaïque                               | 726   | 506    | 327    | 1 559 |
| 2    | Trinité-et-Tobago                      | 157   | 197    | 206    | 560   |
| 3    | Bahamas                                | 129   | 208    | 238    | 575   |
| 4    | Barbade                                | 121   | 155    | 183    | 459   |
| 5    | / Martinique                           | 69    | 85     | 109    | 263   |
| 6    | Grenade                                | 53    | 57     | 68     | 178   |
| 7    | / Guadeloupe incluant Saint-Martin     | 45    | 58     | 75     | 178   |
| 8    | Antigua-et-Barbuda                     | 28    | 12     | 20     | 60    |
| 9    | Bermudes                               | 22    | 35     | 40     | 97    |
| 10   | Guyana                                 | 15    | 13     | 15     | 42    |
| 11   | Îles Caïmans                           | 10    | 13     | 23     | 46    |
| 12   | Sainte-Lucie                           | 10    | 22     | 18     | 50    |
| 13   | Dominique                              | 7     | 11     | 10     | 28    |
| 14   | Îles Vierges britanniques              | 6     | 5      | 9      | 26    |
| 15   | / Guyane                               | 10    | 16     | 10     | 36    |
| 16   | Îles Turques-et-Caïques                | 5     | 4      | 6      | 15    |
| 17   | Saint-Christophe-et-Niévès             | 4     | 11     | 10     | 25    |
| 18   | Îles Vierges des États-Unis            | 3     | 4      | 9      | 17    |
| 19   | Anguilla                               | 2     | 1      | 5      | 8     |
| 20   | Antilles néerlandaises dissous en 2010 | 0     | 5      | 6      | 11    |
| 21   | Saint-Vincent-et-les-Grenadines        | 0     | 4      | 0      | 4     |
| 22   | Aruba                                  | 0     | 2      | 2      | 4     |
| 23   | Suriname                               | 0     | 2      | 1      | 3     |
| 24   | Curaçao depuis 2011                    | 0     | 1      | 3      | 4     |
| 25   | Belize                                 | 0     | 1      | 1      | 2     |
| 26   | Haïti                                  | 0     | 0      | 1      | 1     |
| 27   | Bonaire depuis 2012                    | 0     | 0      | 0      | 0     |
| 27   | Montserrat                             | 0     | 0      | 0      | 0     |
| 27   | Sint Maarten depuis 2011               | 0     | 0      | 0      | 0     |
|      | Total                                  | 1,420 | 1,422  | 1,395  | 4,237 |

## Records
| Épreuves                                         | Performance | Athlète                                                               | Nationalité                      | Date                             | Jeux                             | Ref                              |
| Juniors Hommes (moins de 20 ans)                 | Juniors Hommes (moins de 20 ans) | Juniors Hommes (moins de 20 ans)                                      | Juniors Hommes (moins de 20 ans) | Juniors Hommes (moins de 20 ans) | Juniors Hommes (moins de 20 ans) | Juniors Hommes (moins de 20 ans) |
| ------------------------------------------------ | --- | --------------------------------------------------------------------- | -------------------------------- | -------------------------------- | -------------------------------- | -------------------------------- |
| 100 m                                            | 10 s 11 (+1,2 m/s) | Yohan Blake                                                           | Jamaïque                         | 7 avril 2007                     | Providenciales 2007              | [ 6 ]                            |
| 200 m                                            | 19 s 93 WJR | Usain Bolt                                                            | Jamaïque                         | 11 avril 2004                    | Hamilton 2004                    | Vidéo                            |
| 400 m                                            | 45 s 02 | Kirani James                                                          | Grenade                          | 3 avril 2010                     | George Town 2010                 | [ 7 ]                            |
| 800 m                                            | 1 min 48 s 95 | Kenroy Levy                                                           | Jamaïque                         | avril 1987                       | Port of Spain 1987               | [ 8 ]                            |
| 1500 m                                           | 3 min 47 s 56 | Gavyn Nero                                                            | Trinité-et-Tobago                | 11 avril 2009                    | Vieux Fort 2009                  | [ 9 ]                            |
| 3 000 m                                          | 8 min 48 s 20 | Trevor Small                                                          | Barbade                          | Avril 1976                       | Nassau 1976                      |                                  |
| 5000 m                                           | 14 min 34 s 34 | Kemoy Campbell                                                        | Jamaïque                         | 5 avril 2010                     | George Town 2010                 | [ 11 ]                           |
| 110 m haies                                      | 13 s 23 (+1,6 m/s) | Wilhem Belocian                                                       | / GLP                            | 21 avril 2014                    | Fort-de-France 2014              | [ 12 ]                           |
| 300 m haies                                      | 41 s 00 | Clive Bariffe                                                         | Jamaïque                         | 5 mai 1973                       | Port of Spain 1973               |                                  |
| 400 m haies                                      | 49 s 76 | Jehue Gordon                                                          | Trinité-et-Tobago                | 4 avril 2010                     | George Town 2010                 | [ 7 ]                            |
| 3000 m steeple                                   | 9 min 59 s 62 | Junior Mitchell                                                       | Trinité-et-Tobago                | 31 mars 1991                     | Port of Spain 1991               |                                  |
| Saut en hauteur                                  | 2,21 m | Raymond Higgs                                                         | Bahamas                          | 11 avril 2009                    | Vieux Fort 2009                  | [ 9 ]                            |
| Saut à la perche                                 | 4,60 m | K'Don Samuels                                                         | Jamaïque                         | 23 mars 2008                     | Basseterre 2008                  | [ 13 ]                           |
| Saut en longueur                                 | 7,94 m | Kareem Streete-Thompson                                               | Îles Caïmans                     | 20 avril 1990                    | Kingston 1990                    |                                  |
| Triple saut                                      | 16,35 m (-1,0 m/s) | Latario Collie-Minns                                                  | Bahamas                          | 9 avril 2012                     | Hamilton 2012                    | [ 14 ]                           |
| Lancer du poids (6 kg)                           | 19,47 m | Ashinia Miller                                                        | Jamaïque                         | 25 avril 2011                    | Montego Bay 2011                 | [ 15 ]                           |
| Lancer du disque                                 | 63,11 m | Chad Wright                                                           | Jamaïque                         | 3 avril 2010                     | George Town 2010                 | [ 7 ]                            |
| Lancer du javelot                                | 77,59 m | Keshorn Walcott                                                       | Trinité-et-Tobago                | 9 avril 2012                     | Hamilton 2012                    | ,Vidéo                           |
| Heptathlon                                       | 5623 pts | Maurice Smith                                                         | Jamaïque                         | avril 1999                       | Fort-de-France 1999              |                                  |
| Octathlon                                        | 5696 pts | Kevin Roberts                                                         | Trinité-et-Tobago                | 19–20 avril 2014                 | Fort-de-France 2014              | [ 17 ]                           |
| Octathlon                                        | 7,09 m (+0,5 m/s) (longueur), 10,34 m (poids), 50 s 32 (400 m), 10.97 (+2,0 m/s) (100 m) / 15.02 (+1,2 m/s) (110 m haies/0.99 m), 43,47 m (javelin), 3 min 10 s 69 (1000 m), 1,98 m (hauteur) |                                                                       |                                  |                                  |                                  |                                  |
| Relais 4*100 m                                   | 39 s 38 | Raheem Robinson Michael O'Hara Jordon Chin Jevaughn Minzie            | Jamaïque                         | 20 avril 2014                    | Fort-de-France 2014              | [ 18 ]                           |
| Relais 4×400 m                                   | 3 min 05 s 68 | Lennox Williams Omar McLeod Jevaughn Minzie Jovan Francis             | Jamaïque                         | 1er avril 2013                   | Nassau 2013                      | [ 19 ]                           |
| Juniors Femmes (moins de 20 ans)                 | |                                                                       |                                  |                                  |                                  |                                  |
| 100 m                                            | 11 s 03 (série) | Aleen Bailey                                                          | Jamaïque                         | 11 avril 1998                    | Port of Spain 1998               |                                  |
| 100 m                                            | 11 s 03 (série) | Tamicka Clarke                                                        | Bahamas                          | 11 avril 1998                    | Port of Spain 1998               |                                  |
| 200 m                                            | 22 s 77 (+1,7 m/s) | Shaunae Miller                                                        | Bahamas                          | 1er avril 2013                   | Nassau 2013                      | [ 20 ]                           |
| 400 m                                            | 51 s 30 | Sonita Sutherland                                                     | Jamaïque                         | 15 avril 2006                    | Les Abymes 2006                  | [ 21 ]                           |
| 800 m                                            | 2 min 05 s 90 | Natoya Goule                                                          | Jamaïque                         | 24 mars 2008                     | Basseterre 2008                  |                                  |
| 1500 m                                           | 4 min 27 s 48 | Natoya Goule                                                          | Jamaïque                         | 10 avril 2009                    | Vieux Fort 2009                  | [ 22 ]                           |
| 3 000 m                                          | 9 min 50 s 56 | Janice Turner                                                         | Jamaïque                         | 31 mars 1991                     | Port of Spain 1991               | [ 22 ]                           |
| 100 m haies (84 cm)                              | 13 s 42 (+0,5 m/s) | Samantha Elliott                                                      | Jamaïque                         | 5 avril 2010                     | George Town 2010                 | [ 23 ]                           |
| 400 m haies                                      | 56 s 61 | Camille Robinson                                                      | Jamaïque                         | 20 avril 2003                    | Port of Spain 2003               |                                  |
| Saut en hauteur                                  | 1,87 m | Jeanelle Scheper                                                      | Sainte-Lucie                     | 1er avril 2013                   | Nassau 2013                      | [ 24 ]                           |
| Saut en longueur                                 | 6,39 m | Daphne Saunders                                                       | Bahamas                          | mars 1989                        | Bridgetown 1989                  |                                  |
| Triple saut                                      | 13,22 m | Shelly Ann Gallimore                                                  | Jamaïque                         | 5 avril 1999                     | Fort-de-France 1999              |                                  |
| Lancer du poids                                  | 15,75 m | Claudia Villeneuve                                                    | Martinique                       | 30 mars 2002                     | Nassau 2002                      |                                  |
| Lancer du disque                                 | 53,47 m | Claudia Villeneuve                                                    | Martinique                       | 31 mars 2002                     | Nassau 2002                      |                                  |
| Lancer du javelot 600 g old spec. (avant 1999)   | 53,98 m | Sonya Smith                                                           | Bermudes                         | 20 avril 1979                    | Kingston 1979                    |                                  |
| Lancer du javelot 600 g new spec. (après 1998)   | 47,88 m | Séphora Bissoly                                                       | Martinique                       | 5 avril 1999                     | Fort-de-France 1999              |                                  |
| Pentathlon                                       | 3935 pts | Salcia Slack                                                          | Jamaïque                         | 23 mars 2008                     | Basseterre 2008                  | [ 13 ]                           |
| Heptathlon                                       | 4648 pts | Chelsey Linton                                                        | Dominique                        | 19–20 avril 2014                 | Fort-de-France 2014              | [ 25 ]                           |
| Heptathlon                                       | 15 s 40 (+2,8 m/s) (100 m haies/ 0.84 m), 1,54 m (high jump), 10,58 m (shot put), 25.93 (200 m) (+2,5 m/s) / 5,43 m (-1,0 m/s) (long jump), 31,12 m (javelot), 2:33.98 (800 m)                |                                                                       |                                  |                                  |                                  |                                  |
| Relais 4×100 m                                   | 44 s 08 | Christania Williams Deandre Whitehorne Celia Walters Shericka Jackson | Jamaïque                         | 24 avril 2011                    | Montego Bay 2011                 | [ 26 ]                           |
| Relais 4×400 m                                   | 3 min 31 s 47 | Olivia James Janieve Russell Simoya Campbell Chrisann Gordon          | Jamaïque                         | 25 avril 2011                    | Montego Bay 2011                 | [ 15 ]                           |
| Cadets Hommes (moins de 18 ans)                  | |                                                                       |                                  |                                  |                                  |                                  |
| 100 m                                            | 10 s 27 | Raheem Chambers                                                       | Jamaïque                         | 20 avril 2014                    | Fort-de-France 2014              | [ 27 ]                           |
| 200 m                                            | 20 s 84 (+1,2 m/s) | Odane Skeen                                                           | Jamaïque                         | 5 avril 2010                     | George Town 2010                 | [ 7 ]                            |
| 400 m                                            | 47 s 33 | Usain Bolt                                                            | Jamaïque                         | 30 mars 2002                     | Nassau 2002                      |                                  |
| 800 m                                            | 1 min 51 s 79 | Jerrard Mason                                                         | Barbade                          | 25 avril 2011                    | Montego Bay 2011                 | [ 15 ]                           |
| 1500 m                                           | 4 min 00 s 04 | Theon O'Connor                                                        | Jamaïque                         | 7 avril 2007                     | Providenciales 2007              |                                  |
| 3000 m                                           | 8 min 46 s 49 | Kemoy Campbell                                                        | Jamaïque                         | 8 avril 2007                     | Providenciales 2007              |                                  |
| 5000 m                                           | 16 min 11 s 01 | Kendell Simon                                                         | Grenade                          | 4 avril 1999                     | Fort-de-France 1999              |                                  |
| 100 m haies                                      | 12 s 88 | Aaron Wilmore                                                         | Bahamas                          | 24 mars 2008                     | Basseterre 2008                  |                                  |
| 110 m haies (91,4 cm)                            | 13 s 75 (-0,2 m/s) | Wilhem Belocian                                                       | / Guadeloupe                     | 25 avril 2011                    | Montego Bay 2011                 |                                  |
| 400 m haies (84 cm)                              | 51 s 21 | Jaheel Hyde                                                           | Jamaïque                         | 20 avril 2014                    | Fort-de-France 2014              | [ 28 ]                           |
| Saut en hauteur                                  | 2,13 m | Raymond Higgs                                                         | Bahamas                          | 7 avril 2007                     | Providenciales 2007              |                                  |
| Saut en longueur                                 | 7,83 m | Kareem Streete-Thompson                                               | Îles Caïmans                     | mars 1989                        | Bridgetown 1989                  |                                  |
| Triple saut                                      | 16,33 m (+2,0 m/s) | Miguel van Assen                                                      | Suriname                         | 19 avril 2014                    | Fort-de-France 2014              | [ 12 ]                           |
| Lancer du poids (5,0 kg)                         | 17,42 m | Christopher Brown                                                     | Jamaïque                         | 24 avril 2011                    | Montego Bay 2011                 | [ 26 ]                           |
| Lancer du disque (1,5 kg)                        | 54,41 m | Vashon McCarty                                                        | Jamaïque                         | 19 avril 2014                    | Fort-de-France 2014              | [ 29 ]                           |
| Lancer du javelot (700 g)                        | 67,67 m | Anderson Peters                                                       | Grenade                          | 19 avril 2014                    | Fort-de-France 2014              | [ 30 ]                           |
| Relais 4×100 m                                   | 40 s 76 | Adam Cummings Odane Skeen Travis Drummond Jazeel Murphy               | Jamaica                          | 12 avril 2009                    | Vieux Fort 2009                  |                                  |
| Relais 4×100 m                                   | 40 s 76 | Kinard Rolle Tyler Bowe Keanu Pennerman Javan Martin                  | Bahamas                          | 20 avril 2014                    | Fort-de-France 2014              | [ 31 ]                           |
| Relais 4×400 m                                   | 3 min 12 s 63 | Nathaniel Bann Martin Manley Nigel Ellis Jaheel Hyde                  | Jamaïque                         | 21 avril 2014                    | Fort-de-France 2014              | [ 32 ]                           |
| Cadets Femmes (moins de 18 ans)                  | |                                                                       |                                  |                                  |                                  |                                  |
| 100 m                                            | 11 s 28 (série) | Raneika Bean                                                          | Bermudes                         | 11 avril 1998                    | Port of Spain 1998               |                                  |
| 200 m                                            | 23 s 03 (série) | Anneisha McLaughlin                                                   | Jamaïque                         | 31 mars 2002                     | Nassau 2002                      |                                  |
| 400 m                                            | 53 s 36 | Shaunae Miller                                                        | Bahamas                          | 3 avril 2010                     | George Town 2010                 | [ 23 ]                           |
| 800 m                                            | 2 min 09 s 59 | Natoya Goule                                                          | Jamaïque                         | 17 avril 2006                    | Les Abymes 2006                  |                                  |
| 1500 m                                           | 4 min 32 s 70 | Natoya Goule                                                          | Jamaïque                         | 15 avril 2006                    | Les Abymes 2006                  |                                  |
| 3000 m                                           | 10 min 00 s 23 | Janill Williams                                                       | Antigua-et-Barbuda               | 4 avril 1999                     | Fort-de-France 1999              |                                  |
| 100 m haies (76,2 cm)                            | 13 s 48 (+1,4 m/s) | Janeek Brown                                                          | Jamaïque                         | 21 avril 2014                    | Fort-de-France 2014              | [ 33 ]                           |
| 300 m haies                                      | 41 s 30 | Janieve Russell                                                       | Jamaïque                         | 12 avril 2009                    | Vieux Fort 2009                  |                                  |
| 400 m haies (76,2 cm)                            | 59 s 72 | Shenice Cohen                                                         | Jamaïque                         | 20 avril 2014                    | Fort-de-France 2014              | [ 34 ]                           |
| Saut en hauteur                                  | 1,85 m | Akela Jones                                                           | Barbade                          | 3 avril 2010                     | George Town 2010                 | [ 23 ]                           |
| Saut en longueur                                 | 6,14 m | Jackie Edwards                                                        | Bahamas                          | avril 1987                       | Port of Spain 1987               |                                  |
| Triple saut                                      | 13,10 m (+1,5 m/s) | Yanis Esméralda David                                                 | / Guadeloupe                     | 21 avril 2014                    | Fort-de-France 2014              | [ 35 ]                           |
| Lancer du poids (3 kg)                           | 14,48 m | Chelsea James                                                         | Trinité-et-Tobago                | 30 mars 2013                     | Nassau 2013                      | [ 36 ]                           |
| Lancer du poids (3,0 kg)                         | 16,12 m | Chelsea James                                                         | Trinité-et-Tobago                | 20 avril 2014                    | Fort-de-France 2014              | [ 37 ]                           |
| Lancer du disque (1,0 kg)                        | 46,47 m | Janel Fullerton                                                       | Jamaïque                         | 19 avril 2014                    | Fort-de-France 2014              | [ 38 ]                           |
| Lancer du javelot (500 g)                        | 49,66 m | Shanee Angol                                                          | Dominique                        | 21 avril 2014                    | Fort-de-France 2014              | [ 39 ]                           |
| Lancer du javelot 600 g old spec. (avant 1999)   | 43,66 m | Francette Pognon                                                      | / Martinique                     | avril 1997                       | Bridgetown 1997                  |                                  |
| Lancer du javelot 600 g new spec. (après 1998)   | 42,90 m | Deandra Dottin                                                        | Barbade                          | 9 avril 2007                     | Providenciales 2007              |                                  |
| Relais 4×100 m                                   | 44 s 80 | Shellece Clarke Shanice Reid Natalliah Whyte Kimone Shaw              | Jamaïque                         | 20 avril 2014                    | Fort-de-France 2014              | [ 40 ]                           |
| Relais 4×400 m                                   | 3 min 37 s 65 | Taqece Duggan Junelle Bromfield Shannon Kalawan Tiffany James         | Jamaïque                         | 21 avril 2014                    | Fort-de-France 2014              | [ 41 ]                           |
| Hommes moins de 17 ans(jusqu'à 2013)             | |                                                                       |                                  |                                  |                                  |                                  |
| 100 m                                            | 10 s 34 | Dexter Lee                                                            | Jamaïque                         | 7 avril 2007                     | Providenciales 2007              |                                  |
| 200 m                                            | 20 s 84 (+1,2 m/s) | Odane Skeen                                                           | Jamaïque                         | 5 avril 2010                     | George Town 2010                 | [ 7 ]                            |
| 400 m                                            | 47 s 33 | Usain Bolt                                                            | Jamaïque                         | 30 mars 2002                     | Nassau 2002                      |                                  |
| 800 m                                            | 1 min 51 s 79 | Jerrard Mason                                                         | Barbade                          | 25 avril 2011                    | Montego Bay 2011                 | [ 15 ]                           |
| 1500 m                                           | 4 min 00 s 04 | Theon O'Connor                                                        | Jamaïque                         | 7 avril 2007                     | Providenciales 2007              |                                  |
| 3000 m                                           | 8 min 46 s 49 | Kemoy Campbell                                                        | Jamaïque                         | 8 avril 2007                     | Providenciales 2007              |                                  |
| 5000 m                                           | 16 min 11 s 01 | Kendell Simon                                                         | Grenade                          | 4 avril 1999                     | Fort-de-France 1999              |                                  |
| 100 m haies                                      | 12 s 88 | Aaron Wilmore                                                         | Bahamas                          | 24 mars 2008                     | Basseterre 2008                  |                                  |
| 110 m haies (91,4 cm)                            | 13 s 75 (-0,2 m/s) | Wilhem Belocian                                                       | / Guadeloupe                     | 25 avril 2011                    | Montego Bay 2011                 |                                  |
| 400 m haies                                      | 52 s 75 | Stephen Newbold                                                       | Bahamas                          | 4 avril 2010                     | George Town 2010                 | [ 7 ]                            |
| Saut en hauteur                                  | 2,13 m | Raymond Higgs                                                         | Bahamas                          | 7 avril 2007                     | Providenciales 2007              |                                  |
| Saut en longueur                                 | 7,83 m | Kareem Streete-Thompson                                               | Îles Caïmans                     | mars 1989                        | Bridgetown 1989                  |                                  |
| Triple saut                                      | 15,19 m | Miguel van Assen                                                      | Suriname                         | 30 mars 2013                     | Nassau 2013                      | [ 42 ]                           |
| Lancer du poids                                  | 17,42 m | Christopher Brown                                                     | Jamaïque                         | 24 avril 2011                    | Montego Bay 2011                 | [ 26 ]                           |
| Lancer du disque                                 | 52,99 m | Fedrick Dacres                                                        | Jamaïque                         | 5 avril 2010                     | George Town 2010                 | [ 7 ]                            |
| Lancer du javelot (700 g)                        | 64,01 m | Anderson Peters                                                       | Grenade                          | 30 mars 2013                     | Nassau 2013                      | [ 43 ]                           |
| Relais 4×100 m                                   | 40 s 76 | Adam Cummings Odane Skeen Travis Drummond Jazeel Murphy               | Jamaïque                         | 12 avril 2009                    | Vieux Fort                       |                                  |
| Relais 4×400 m                                   | 3 min 14 s 52 | Ivan Henry Okeen Williams Michael O'Hara Devaughn Baker               | Jamaïque                         | 9 avril 2012                     | Hamilton 2012                    | [ 14 ]                           |
| Femmes moins de 17 ans(jusqu'à 2013)             | |                                                                       |                                  |                                  |                                  |                                  |
| 100 m                                            | 11 s 28 (série) | Raneika Bean                                                          | Bermudes                         | 11 avril 1998                    | Port of Spain 1998               |                                  |
| 200 m                                            | 23 s 03 (série) | Anneisha McLaughlin                                                   | Jamaïque                         | 31 mars 2002                     | Nassau 2002                      |                                  |
| 400 m                                            | 53 s 36 | Shaunae Miller                                                        | Bahamas                          | 3 avril 2010                     | George Town 2010                 | [ 23 ]                           |
| 800 m                                            | 2 min 09 s 59 | Natoya Goule                                                          | Jamaïque                         | 17 avril 2006                    | Les Abymes 2006                  |                                  |
| 1500 m                                           | 4 min 32 s 70 | Natoya Goule                                                          | Jamaïque                         | 15 avril 2006                    | Les Abymes 2006                  |                                  |
| 3000 m                                           | 10 min 00 s 23 | Janill Williams                                                       | Antigua-et-Barbuda               | 4 avril 1999                     | Fort-de-France 1999              |                                  |
| 100 m haies (76,2 cm)                            | 13 s 51 | Melaine Walker                                                        | Jamaïque                         | 5 avril 1999                     | Fort-de-France 1999              |                                  |
| 300 m haies                                      | 41 s 30 | Janieve Russell                                                       | Jamaïque                         | 12 avril 2009                    | Vieux Fort 2009                  |                                  |
| Saut en hauteur                                  | 1,85 m | Akela Jones                                                           | Barbade                          | 3 avril 2010                     | George Town 2010                 | [ 23 ]                           |
| Saut en longueur                                 | 6,14 m | Jackie Edwards                                                        | Bahamas                          | avril 1987                       | Port of Spain 1987               |                                  |
| Triple saut                                      | 12,61 m | Rochelle Farquharson                                                  | Jamaïque                         | 12 avril 2009                    | Vieux Fort 2009                  |                                  |
| Lancer du poids (3 kg)                           | 14,48 m | Chelsea James                                                         | Trinité-et-Tobago                | 30 mars 2013                     | Nassau 2013                      | [ 36 ]                           |
| Lancer du poids                                  | 14,29 m | Claudia Villeneuve                                                    | / Martinique                     | 3 avril 1999                     | Fort-de-France 1999              |                                  |
| Lancer du disque (1,0 kg)                        | 43,99 m | Paul Ann Gayle                                                        | Jamaïque                         | 8 avril 2012                     | Hamilton 2012                    | ,                                |
| Lancer du javelot (500 g)                        | 43,9 m | Shanee Angol                                                          | Dominique                        | 31 mars 2013                     | Nassau 2013                      | [ 46 ]                           |
| Lancer du javelot 600 g old spec. (jusqu'à 1998) | 43,66 m | Francette Pognon                                                      | / Martinique                     | avril 1997                       | Bridgetown 1997                  |                                  |
| Lancer du javelot 600 g new spec. (depuis 1999)  | 42,90 m | Deandra Dottin                                                        | Barbade                          | 9 avril 2007                     | Providenciales 2007              |                                  |
| Relais 4×100 m                                   | 45 s 05 | Janieve Russell Deandre Whitehorne Shericka Moulton Shericka Jackson  | Jamaïque                         | 12 avril 2009                    | Vieux Fort 2009                  |                                  |
| Relais 4×400 m                                   | 3 min 38 s 09 | Janieve Russell Shericka Jackson Deandre Whitehorne Chrisann Gordon   | Jamaïque                         | 13 avril 2009                    | Vieux Fort 2009                  |                                  |